# All You Need Is Kill
《All You Need Is Kill》(올 유 니드 이즈 킬) 은 사쿠라자카 히로시 글, 아베 요시토시 삽화의 일본의 라이트 노벨이다.
근미래 시대를 배경으로 하고 있으며, 시간의 루프를 통한 주인공의 성장과 운명을 그려내고 있는 루프물로 사쿠라자카 히로시의 데뷔 작품이기도 하다. 츠츠이 야스타카가 이 작품을 높이 평가한 바가 있으며 성운상 수상의 후보에 오르기도 하였다.
2014년, 이 작품을 원작으로 한 미국의 영화 《엣지 오브 투모로우》가 개봉되었다.

## 인용
1. ↑  対談 筒井康隆+東浩紀 キャラクター小説とポストモダン、群像 2007夏号、講談社、2007年6月
2. ↑  初版時の帯 - 神林長平による推薦文が記載されている。2004年12月